# Moseby (Vejle Kommune)
 For alternative betydninger, se Moseby. (Se også artikler, som begynder med Moseby)
Moseby er en bebyggelse i Jelling Sogn i Jylland.
|  | Denne artikel om lokaliteten Moseby (Vejle Kommune) kan blive bedre, hvis der indsættes et (bedre) billede. Du kan hjælpe ved at afsøge Wikimedia Commons for et passende billede eller lægge et op på Wikimedia Commons med en af de tilladte licenser og indsætte det i artiklen. |

55°45′06″N 9°29′17″Ø / 55.75176°N 9.488193°Ø